# Codajás
Codajás este un oraș în statul Amazonas (AM) din Brazilia.